# Parlement Jeunesse Wallonie-Bruxelles
Parlement Jeunesse Wallonie-Bruxelles (PJWB) is een van de drie jeugdparlementen in België, naast het Vlaams Jeugd Parlement (VJP) en Jeugd Parlement Jeunesse (JPJ). Aanvankelijk heette het jeugdparlement Parlement Jeunesse de la Communauté Française.
De PJWB is een simulatie van een nationaal parlement. De deelnemers zijn tussen 17 en 26 jaar oud. De simulatie wordt elk jaar rond februari-maart in het Parlement van de Franse Gemeenschap georganiseerd door Parlement Jeunesse ASBL. Het PJWB is gericht op Wallonië en het Brussels Hoofdstedelijk Gewest.